# Jacob Jordaens

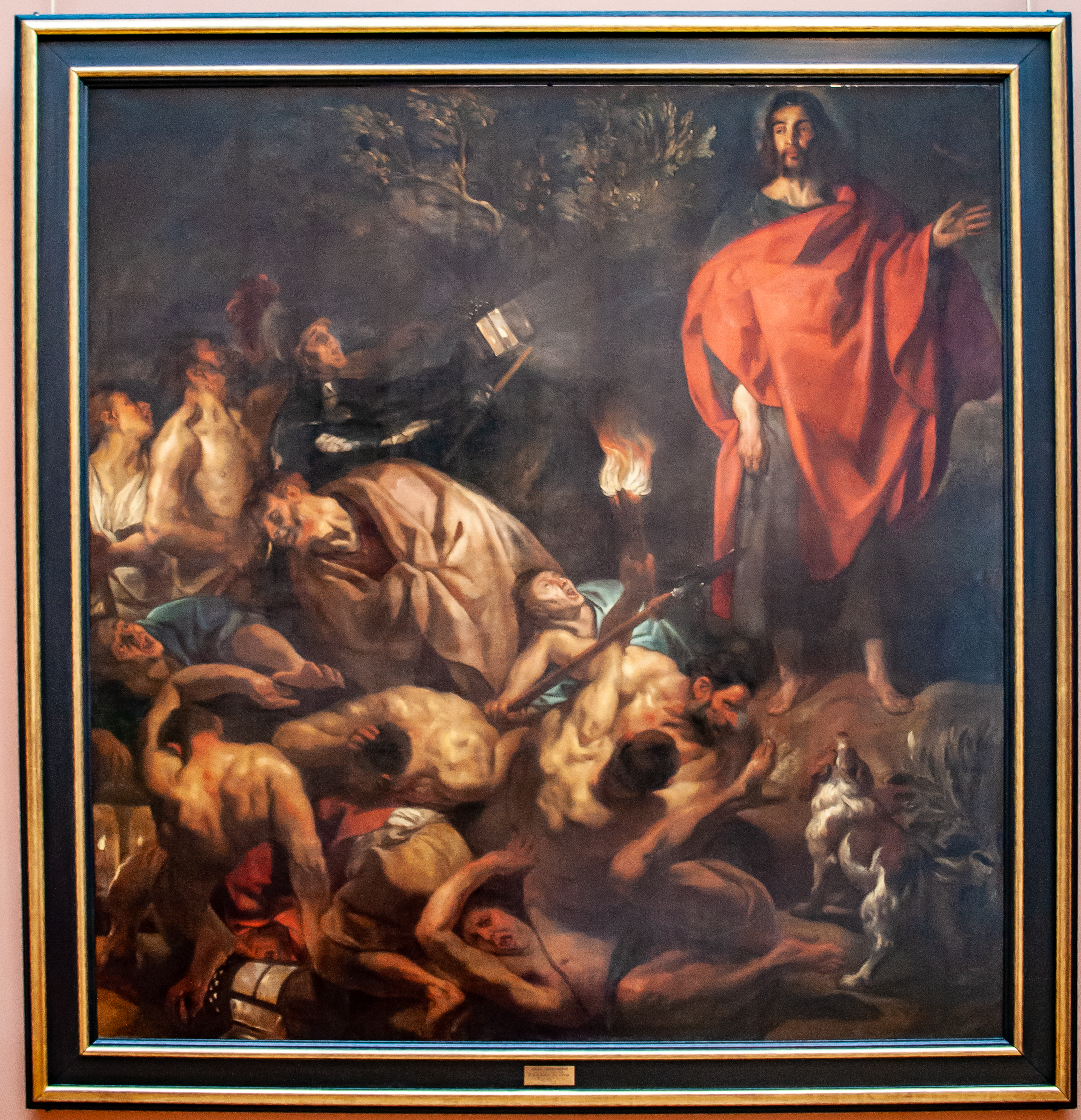
Krisztus elfogása (Musée des Beaux-Arts de Valenciennes)

Jacob Jordaens (ejtése: [jákob jordánsz]) (Antwerpen, 1593. május 19. – Antwerpen, 1678. október 18.) flamand festő.

## Életútja
Idősb Jacob Jordaens vászonkereskedő és Barbara van Wolschaten első gyermekeként született. Már 14 éves korában Adam van Noort tanítványa lett és az is maradt 8 éven keresztül. 1615-ben az antwerpeni festőcéh mestere lett, 1616-ban nőül vette mesterének leányát, Anna Catharina van Noortot, három gyermekük született. 1617-ben együtt dolgozott Rubensszel és Van Dyckkal. 1618-ban házat vásárolt a Hoogstraaton, majd 1639-ben a mellette lévő házat is megvette, hogy műtermét bővíthesse. Hosszú életét mindvégig szülővárosában töltötte. Sírját 1877 óta emlék díszíti.

## Művészete
Főleg az életképfestészetre, a népéletből vett humoros jelenetek ábrázolására törekedett, de festett vallásos tárgyú allegorikus és mitológiai képeket is. Leghíresebb vallásos tárgyú képei: A pásztorok imádása, az Utolsó vacsora; Jézus kiűzi a kalmárokat a templomból; Bemutatás a templomban, A gyászolók Krisztus sírjánál, A tékozló fiú; Szt. Katalin eljegyzése. Hasonlóan realisztikus, igazi flamand fölfogásúak mitológiai képei, mint Ariadne Naxosz szigetén; Meleager és Atalanta; Bacchus neveltetése. Művészetét legfényesebben bizonyította zsánerszerű képeiben. Világhírűek: a Három muzsikus, de kivált a Vízkeresztünnepélyt ábrázoló képei. Többször ábrázolta a paraszt és a szatír víg történetét is. Arcképei közül kitűnőek: Önarcképe; Családi kép. Egészséges realizmusa, hatalmas színérzéke, jóízű, gyakorta vaskos humora a legnagyobb flamand festők közé emeli. Peter Paul Rubens és Rembrandt után és mellett alkotó, nagyságukat el nem érő 17. századi flamand festők értékeket alkotó népes táborába tartozik.
Festési technikáját tekintve a perspektívával nem törődik, képei túlzsúfoltak, ez utóbbi gyakran hozzájárul a humoros, földhözragadt mindennapi gondolkodás kifejezéséhez. A világos színekkel, a caravaggiói fény-árnyék hatással kiválóan bánik.
Számos jeles múzeum és galéria őrzi munkáit vagy munkáinak egy-egy variánsát, köztük a budapesti Szépművészeti Múzeumban található egy karakterisztikus férfiképmása és A bűnbeesés c. egyik fő műve.

## Galéria

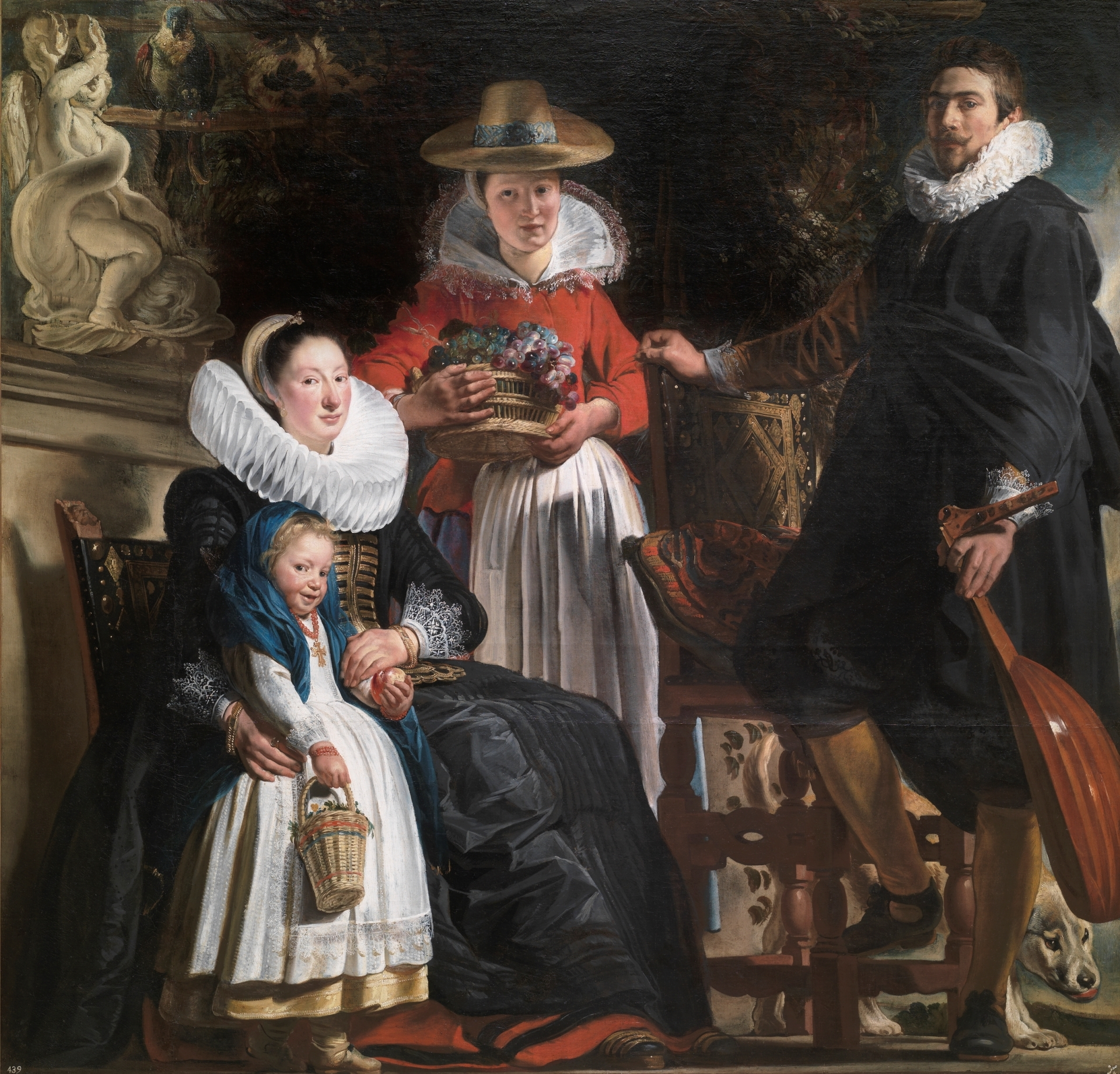
A művész családjával Jacob Jordaens által (1621)
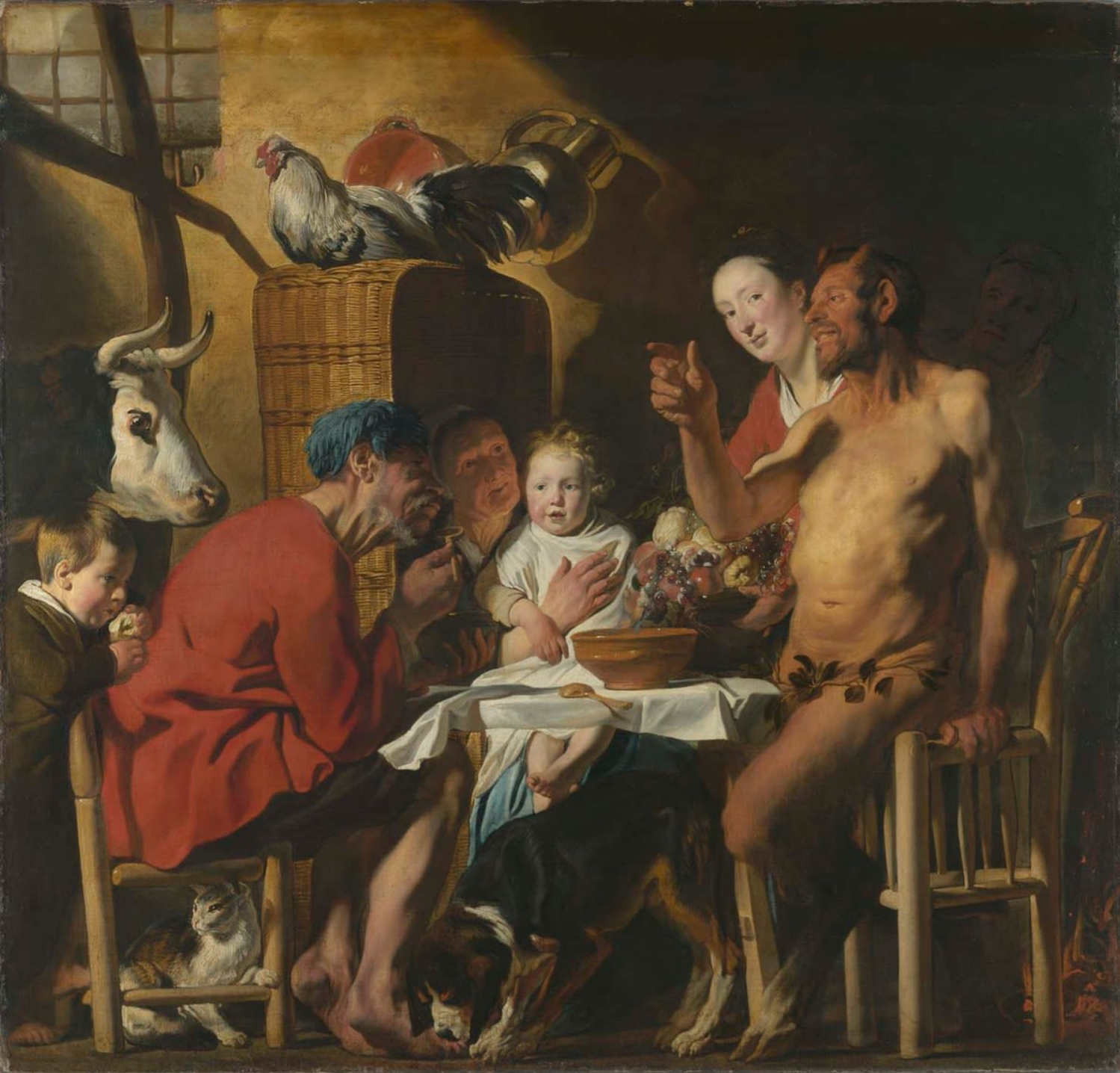
A szatír és a paraszt (1620 körül; Alte Pinakothek, München)
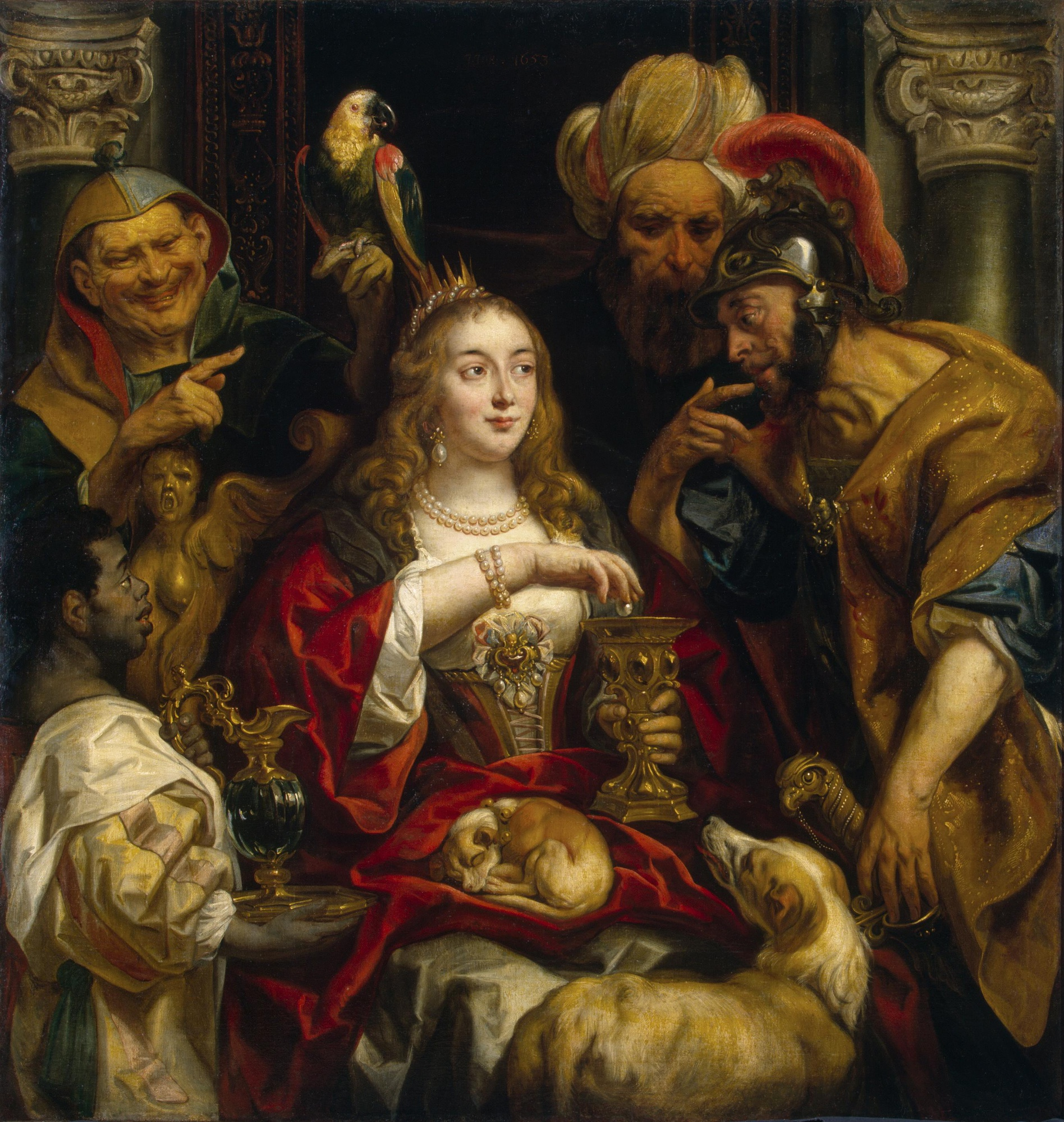
Kleopátra bankettje (1653, Ermitázs, Szentpétervár)
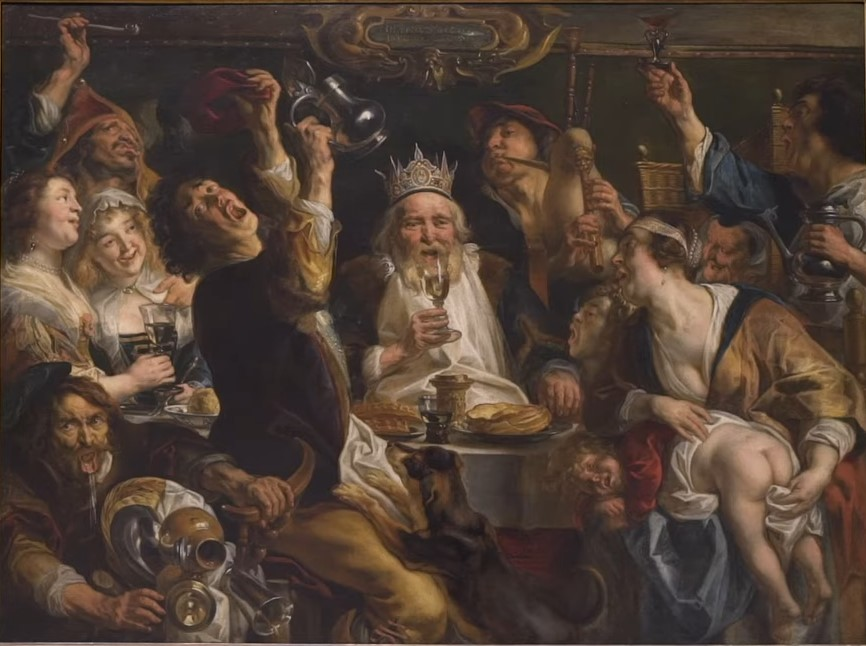
A király iszik (1638 körül, Királyi Szépművészeti Múzeum, Brüsszel)
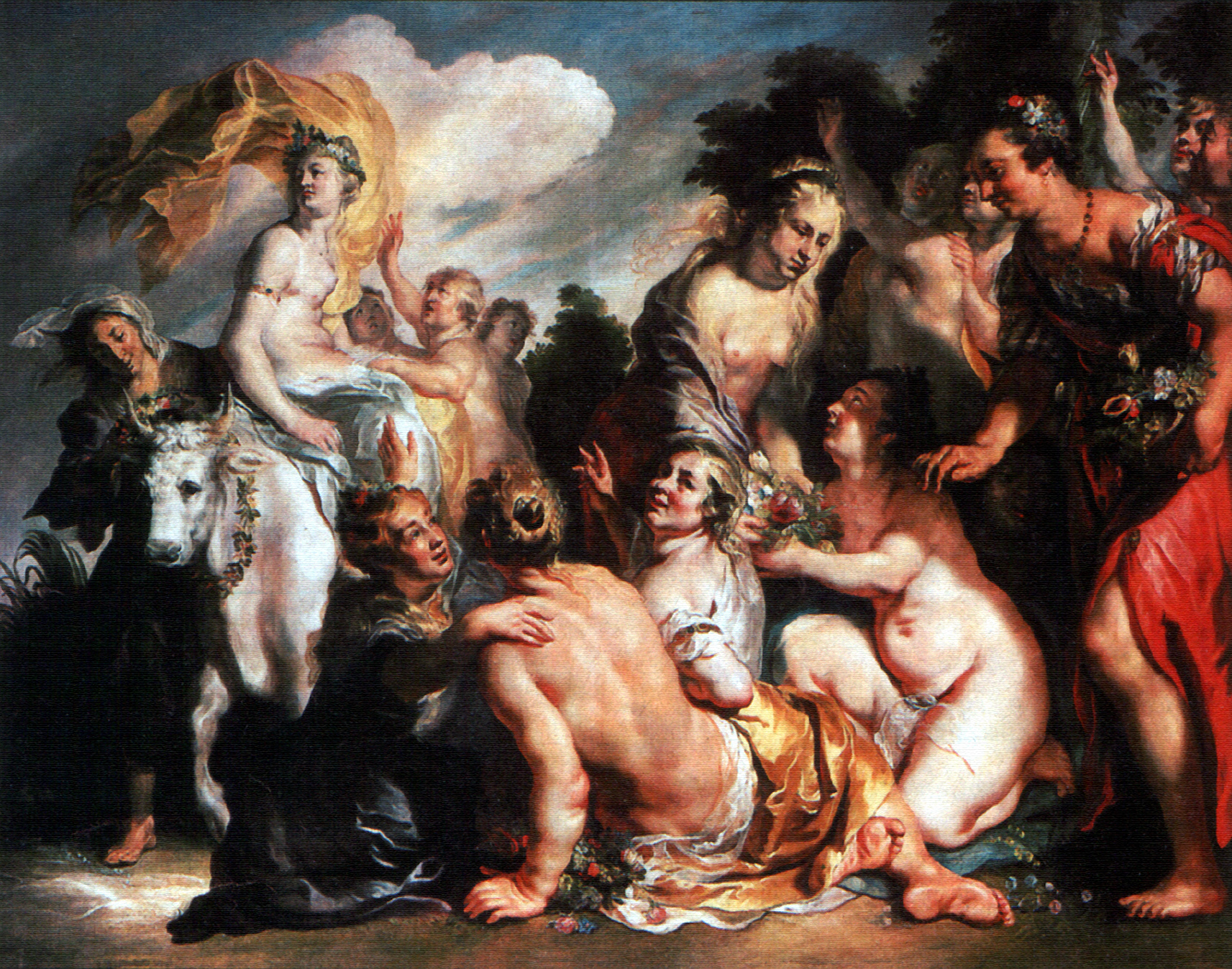
Európa elrablása (Gemäldegalerie (Berlin))
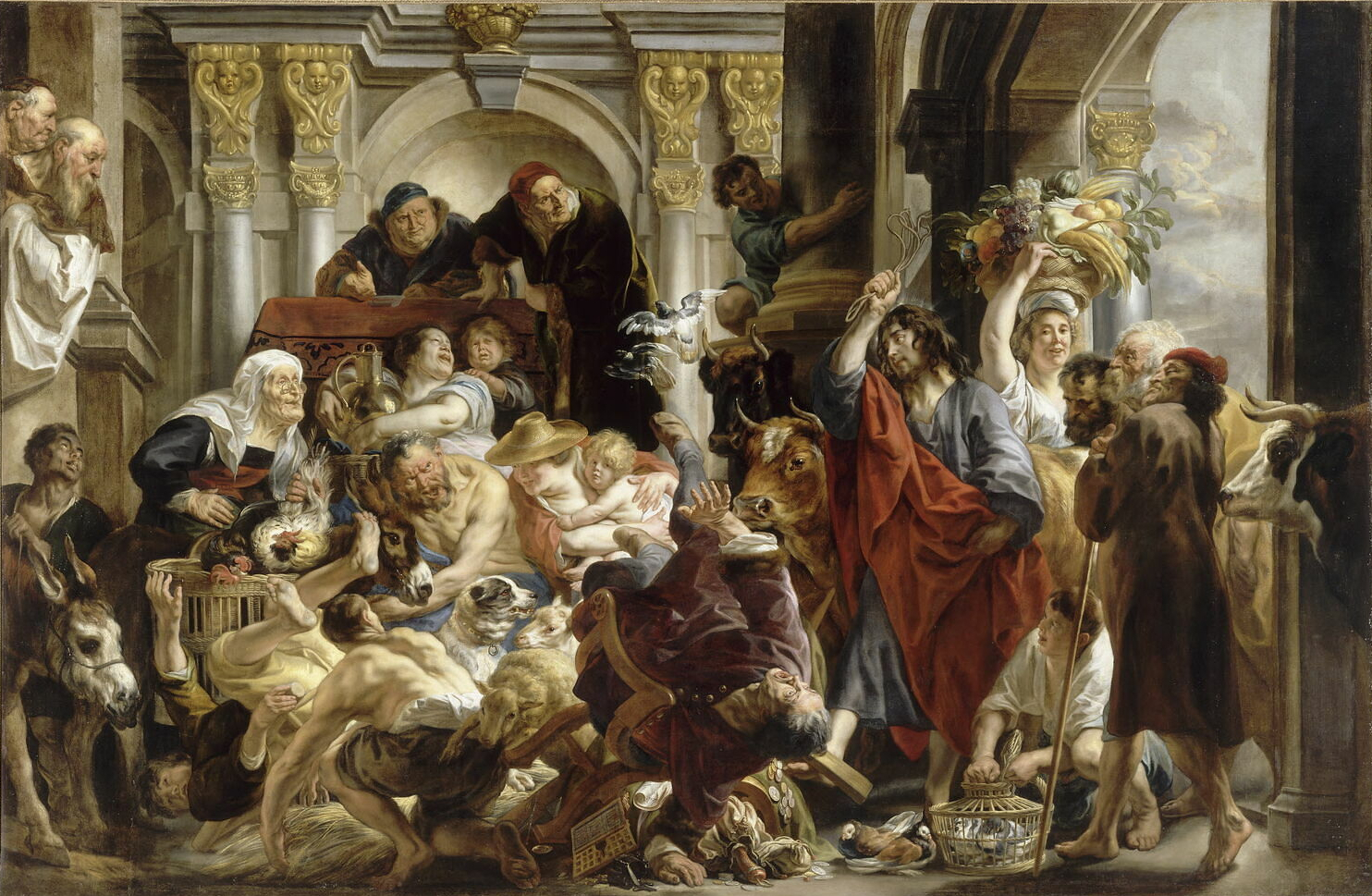
Krisztus kiűzi a kufárokat a templomból (változat, 1650; Louvre, Párizs)